# Stazione di Marina di Carrara
La stazione di Marina di Carrara era uno scalo ferroviario al servizio del porto di Carrara. Inaugurata nel 1876, era posta su due linee distinte, sulla ben nota ferrovia Marmifera Privata e, a partire dal 1938, sui raccordi della Zona Industriale Apuana costruiti per il traffico della Zona Industriale Apuana.

## Storia
La stazione venne inaugurata il 19 agosto 1876, in concomitanza all'apertura al servizio dei primi due tronchi della ferrovia.
Nel 1938 venne inaugurata la rete ferroviaria della Zona Industriale Apuana e venne realizzato un raccordo con il resto del tracciato meridionale.
Venne soppressa il 15 maggio 1964 a causa della chiusura dell'intera infrastruttura dovuta alla concorrenza del traffico su gomma.

## Strutture e impianti
La stazione era composta da vari binari e la sua area complessiva era utilizzata per l'accantono dei blocchi di marmo che arrivavano da Avenza attraverso i due differenti tracciati Marmifero e retroportuale. Nella stazione vi era anche un pontile caricatore, inaugurato insieme all'impianto, sul quale trovavano posto due binari ed una gru idraulica che caricava dai carri merci i blocchi di marmo e li posava sulle navi mercantili che partivano per le varie destinazioni. In seguito questo pontile è stato smantellato ed al 2014 non ne è rimasta più traccia.
Al 2014 la stazione non è più esistente e la sua area è stata inglobata nell'area del porto. Anche il tracciato per Avenza è stato smantellato e di esso rimane solo una piccola parte, non recuperata e in parte privatizzata, nei pressi dei ponti delle ferrovie Genova-Pisa e Avenza-Carrara. I binari del raccordo con il tracciato per Carrara Marittima sono ancora esistenti, ma praticamente inutilizzati da molto tempo.

## Movimento
La stazione venne interessata, nei suoi anni di servizio, principalmente dal solo traffico merci. Tuttavia per un certo periodo si è anche operato il servizio passeggeri sul tratto Avenza-Marina, autorizzato con decreto prefettizio il 17 luglio 1891. Esso provocò tuttavia alcuni problemi.